# Kostel svatého Mikuláše (Slabce)
Kostel svatého Mikuláše ve Slabcích je filiální kostel ve farnosti Petrovice u Rakovníka. Je chráněn jako kulturní památka České republiky.

## Historie
Na místě dnešního kostela stával pozdně románský kostel z poloviny 13. století. Ten byl písemně doložen jako farní ve 14. století. V letech 1787–1789 byl barokně přestavěn. Oltáře se sochami Lazara Widemanna byly do kostela přeneseny ze zrušeného kláštera dominikánů v Plzni. V 19. století docházelo ke stavebním úpravám věže. Při poslední rekonstrukci byl pozlacen ciferník věžních hodin. Do 31. prosince 2003 býval slabecký kostel farním, ale od té doby je filiálním kostelem v petrovické farnosti. V roce 2023 se v něm konaly mše v sobotu večer v období od května do října.

## Popis
Kostel má jednu loď s trojboce uzavřeným presbytářem, s přístavky po stranách a s hranolovou věží při západním průčelí, která je zakončena bání. Kostel býval obklopen hřbitovem, ten byl však roku 1787 zrušen.